# Seznam danskih divizij druge svetovne vojne
Seznam danskih divizij druge svetovne vojne.

## Seznam
- 1. divizija
- 2. divizija